# Julian Tuwim
Julian Tuwim (13. září 1894, Lodž – 27. prosince 1953, Zakopane) byl polský básník a překladatel židovského původu, jeden z nejznámějších meziválečných polských básníků. Jeho manželkou byla Stefania Tuwim (1894 – 1991), měl sestru Irenu Tuwim (1898 – 1987).

## Život

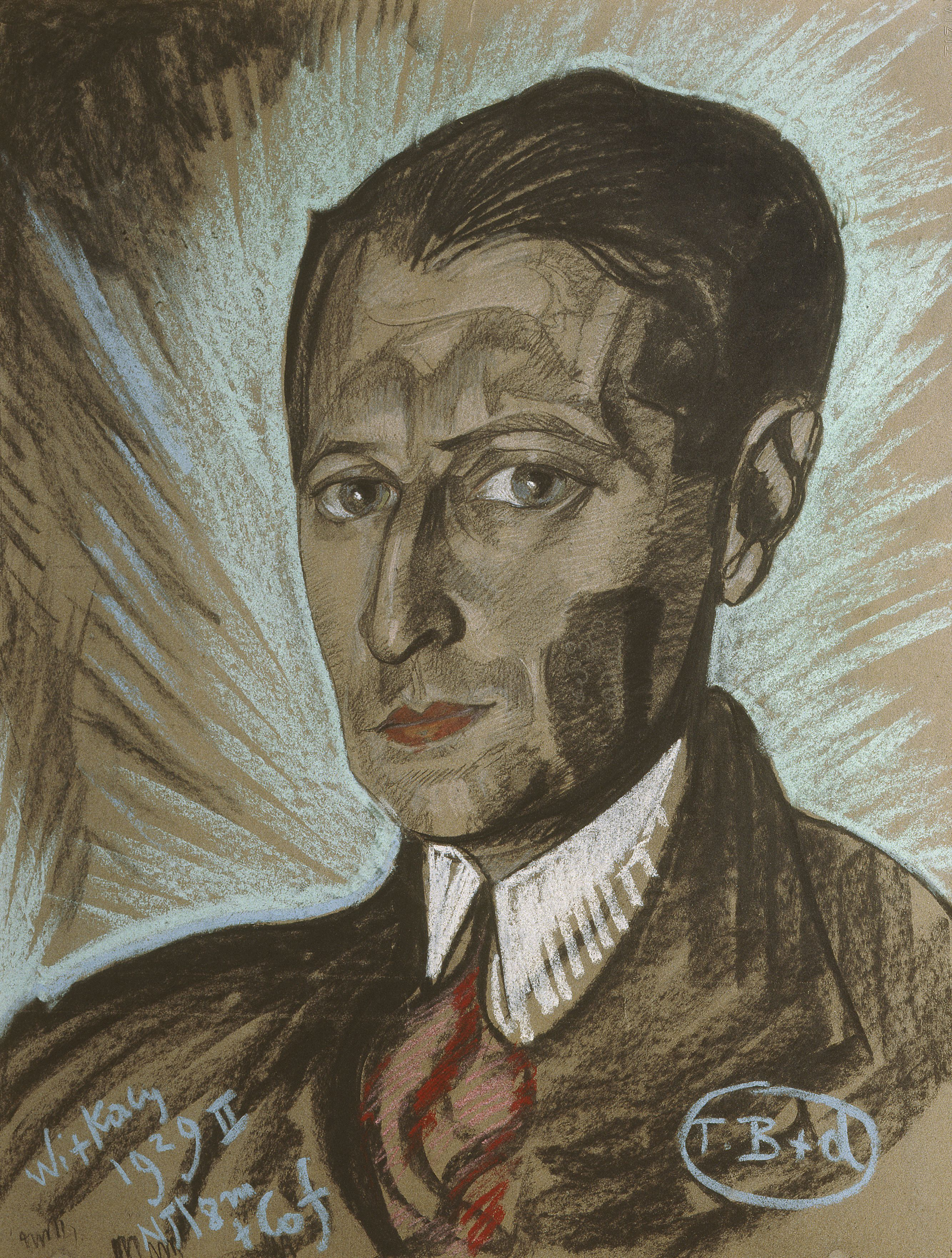
Portrét od Stanisława Ignacy Witkiewicze (1929)

Kariéru započal v roce 1913 vydáním básně Prośba (Prosba). Studoval právo a filosofii na Varšavské univerzitě (1916–1918). V době studií spolupracoval s časopisem Pro arte at studio. Byl jedním ze zakladatelů básnické skupiny Skamander (1919). V mládí byl inspirován dílem Leopolda Staffa. Spoluzaložil i 'Związek Artystów i Kompozytorów Scenicznych' (ZAiKS).
Židovství se nezříkal, ač byl značně levicového přesvědčení. Byl znalcem židovského humoru, o čemž svědčí sbírka vtipů a průpovídek ze židovského prostředí vyšlá v poprvé v roce 1928 A znáte tenhle? (polsky A to pan zna?). Do války vyšla ještě dvakrát.
V roce 1939 emigroval do Francie a po její kapitulaci v roce 1940 odcestoval přes Brazílii do USA. Usadil se v New Yorku a pracoval pro emigrantské časopisy. V roce 1946 se vrátil zpět do vlasti. V letech 1947–1950 zastával funkci uměleckého vedoucího Teatru Nowego v Lodži. V tomto období byl ze strany svých bývalých přátel kritizován za neúměrné přisluhování komunistickému režimu (je tvůrcem několika textů oslavujících Stalina). Je pochován, spolu s manželkou Stefanii, na 'Cmentarzu Wojskowym na Powązkach' ve Varšavě.
Je autorem textů pro kabarety, revue i jako libretista (kabarety Qui Pro Quo (1919–1932), Banda (1932–1934), Nowa Banda, Cyrulik Warszawski (1935–1939). Byl spoluautorem a redaktorem literárních časopisů (Skamander, Wiadomości Literackie). Překládal také ruskou literaturu, především A. S. Puškina a V. Majakovského. Byl autorem populárních básní pro děti, např. Lokomotywa, Ptasie radio, Słoń Trąbalski.

## Významnější díla

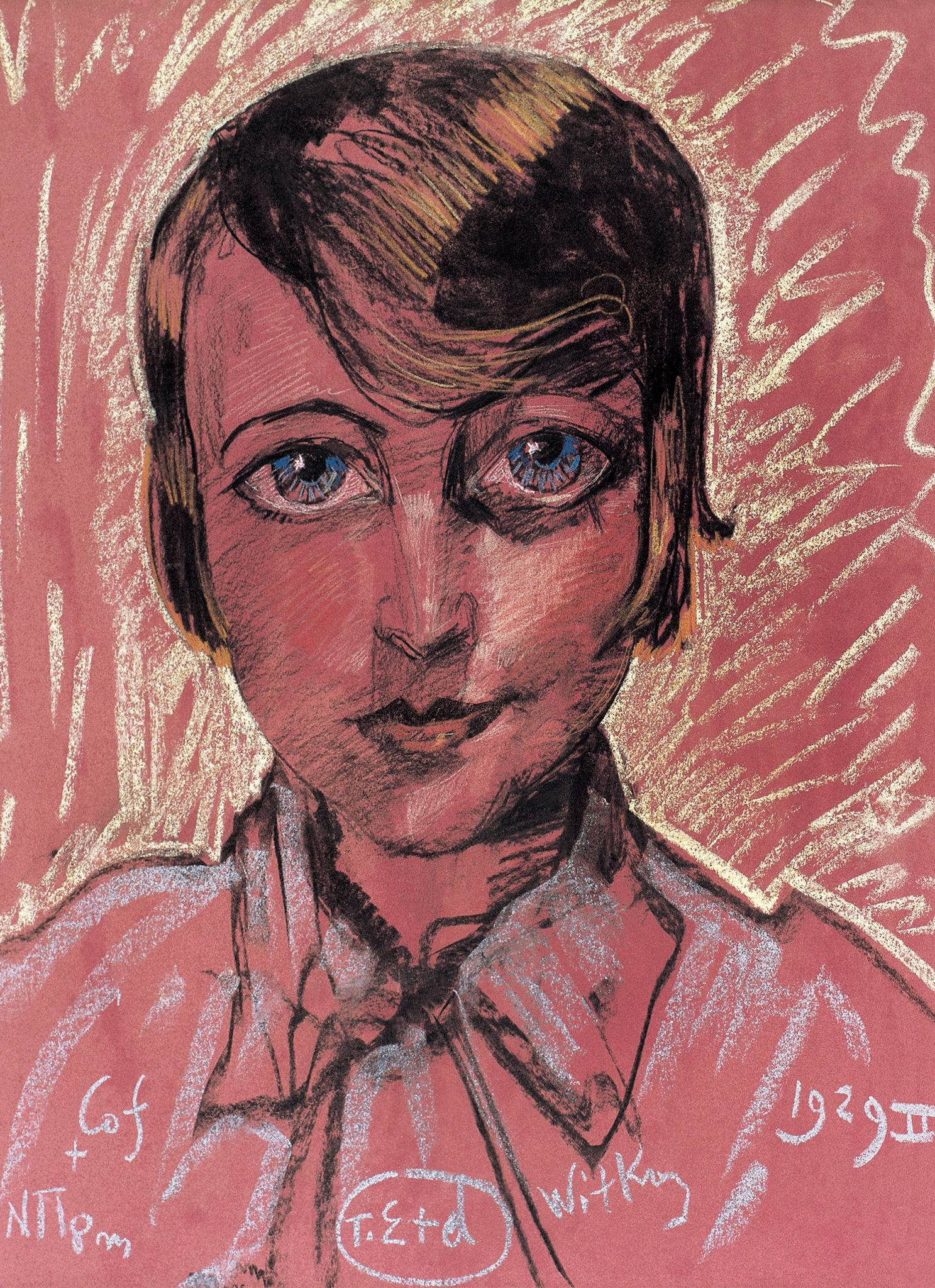
Portrét jeho manželky, Stefanie Tuwimowe, od Stanisława Ignacy Witkiewicze (1929)

- Czyhanie na Boga (1918)
- Sokrates tańczacy (1920)
- Siódma jesień (1922)
- Wierszy tom czwarty (1923)
- Słowa we krwi (1926)
- Rzecz Czarnoleska (1929)
- Biblia cygańska (1933)
- Bal w operze (1936)
- Treść gorejąca
- Kwiaty polskie
- Moja miłość (výbor, 2014)

Některá byla přeložena do češtiny.

## Fotogalerie

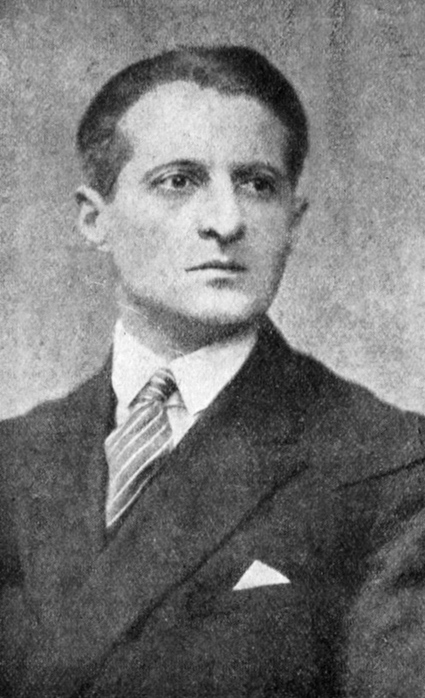
Julian Tuwim (1930)
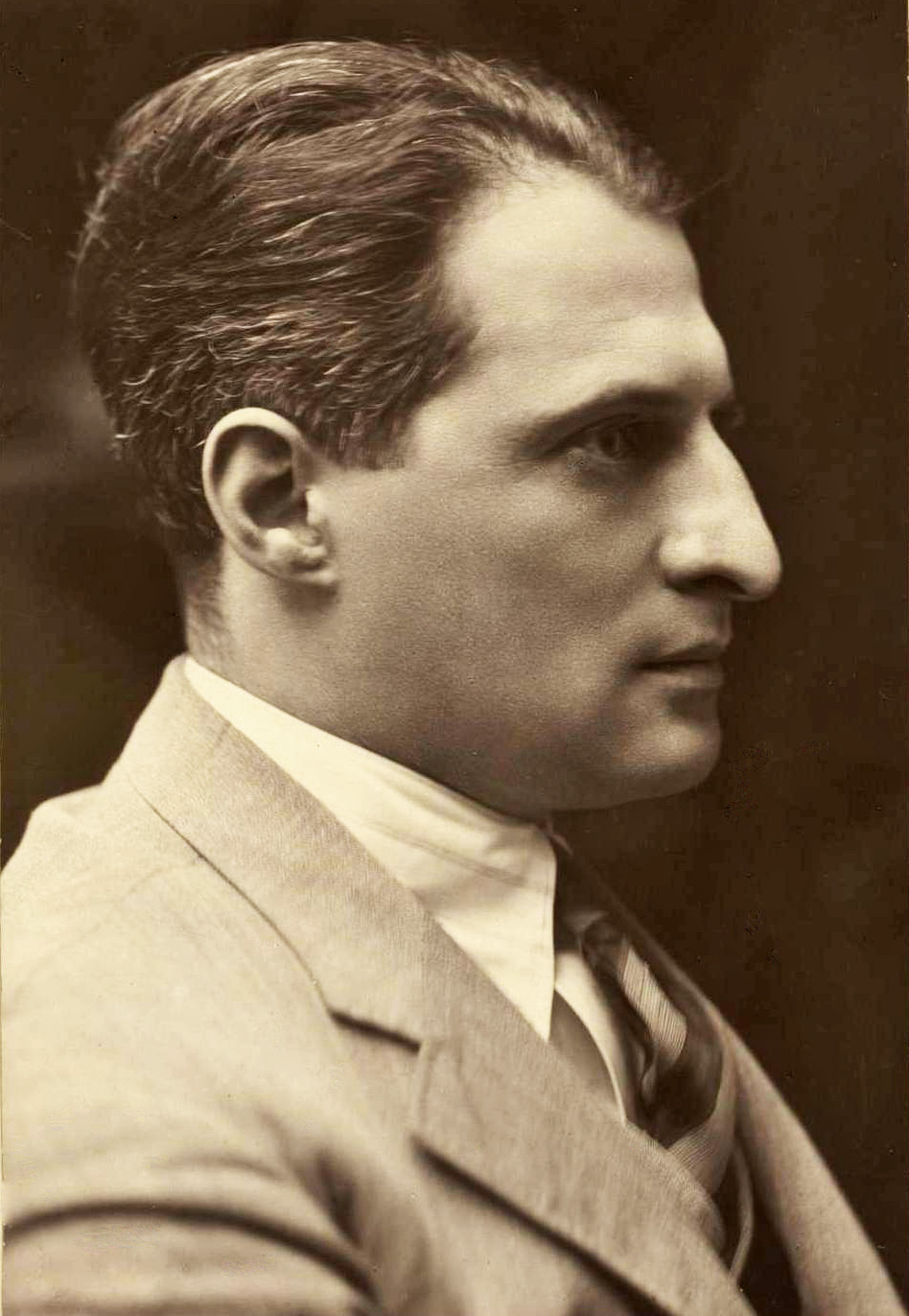
Julian Tuwim (1933)
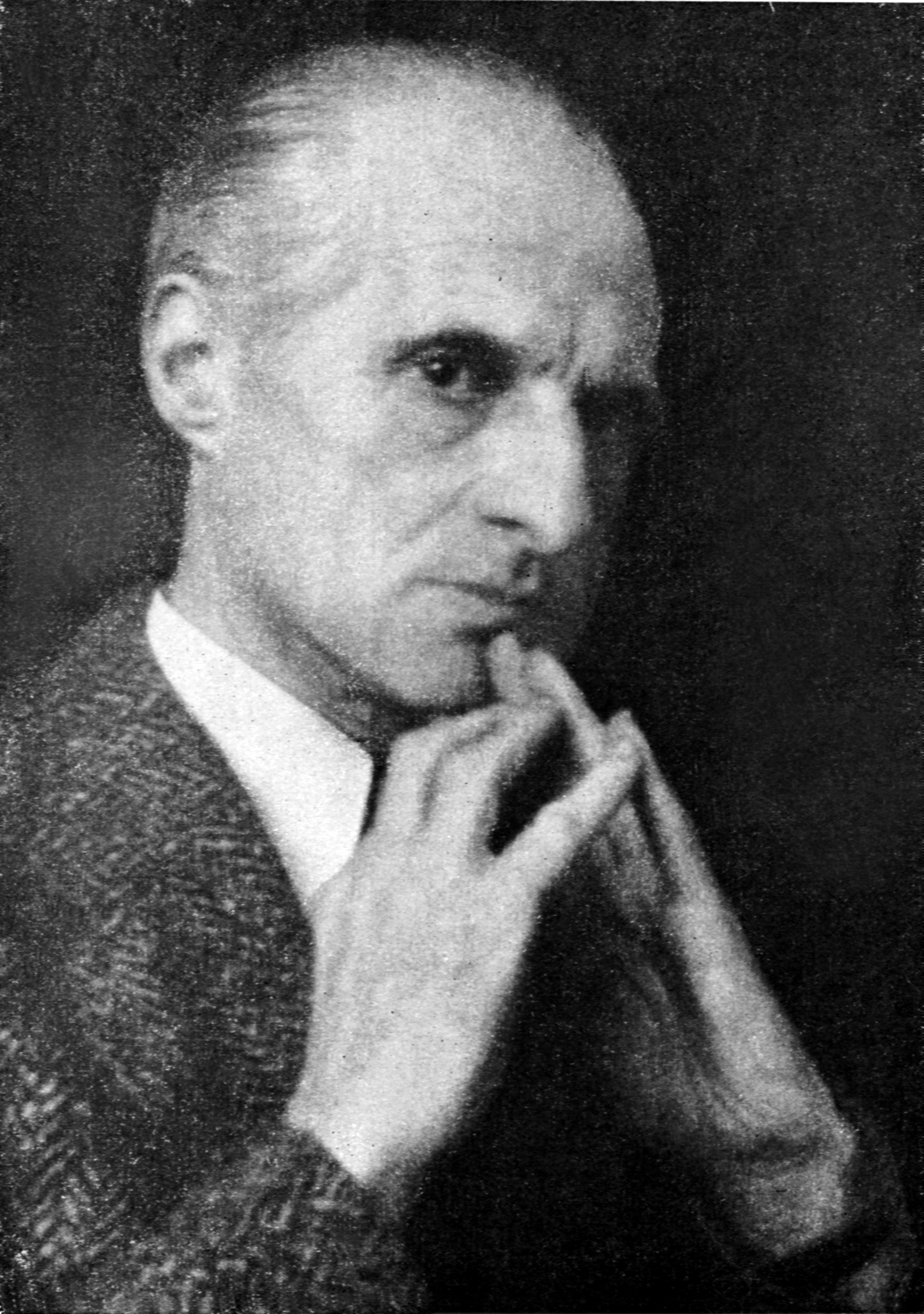
Julian Tuwim
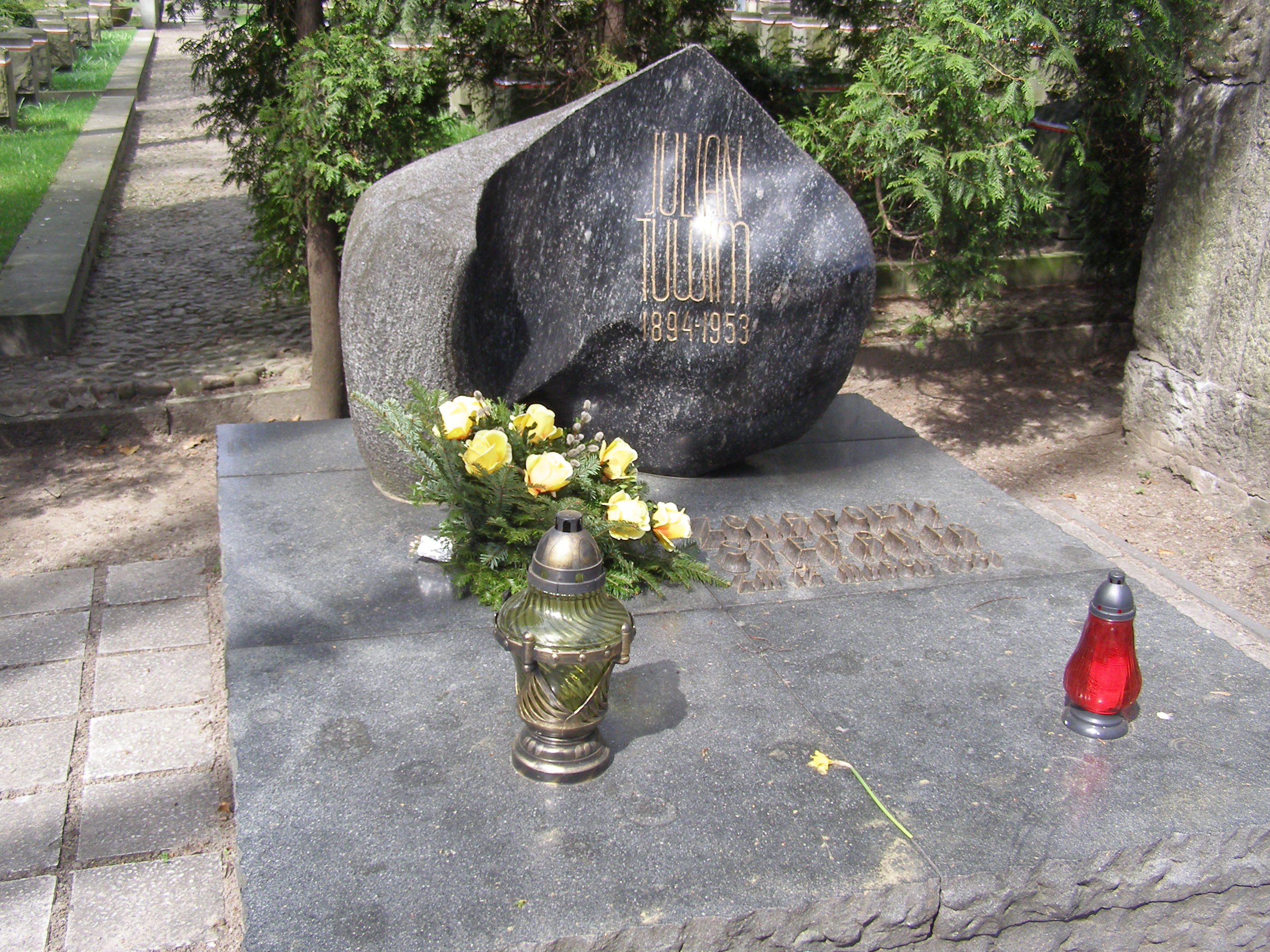
Jeho hrob a manželky Stefanie ve Varšavě
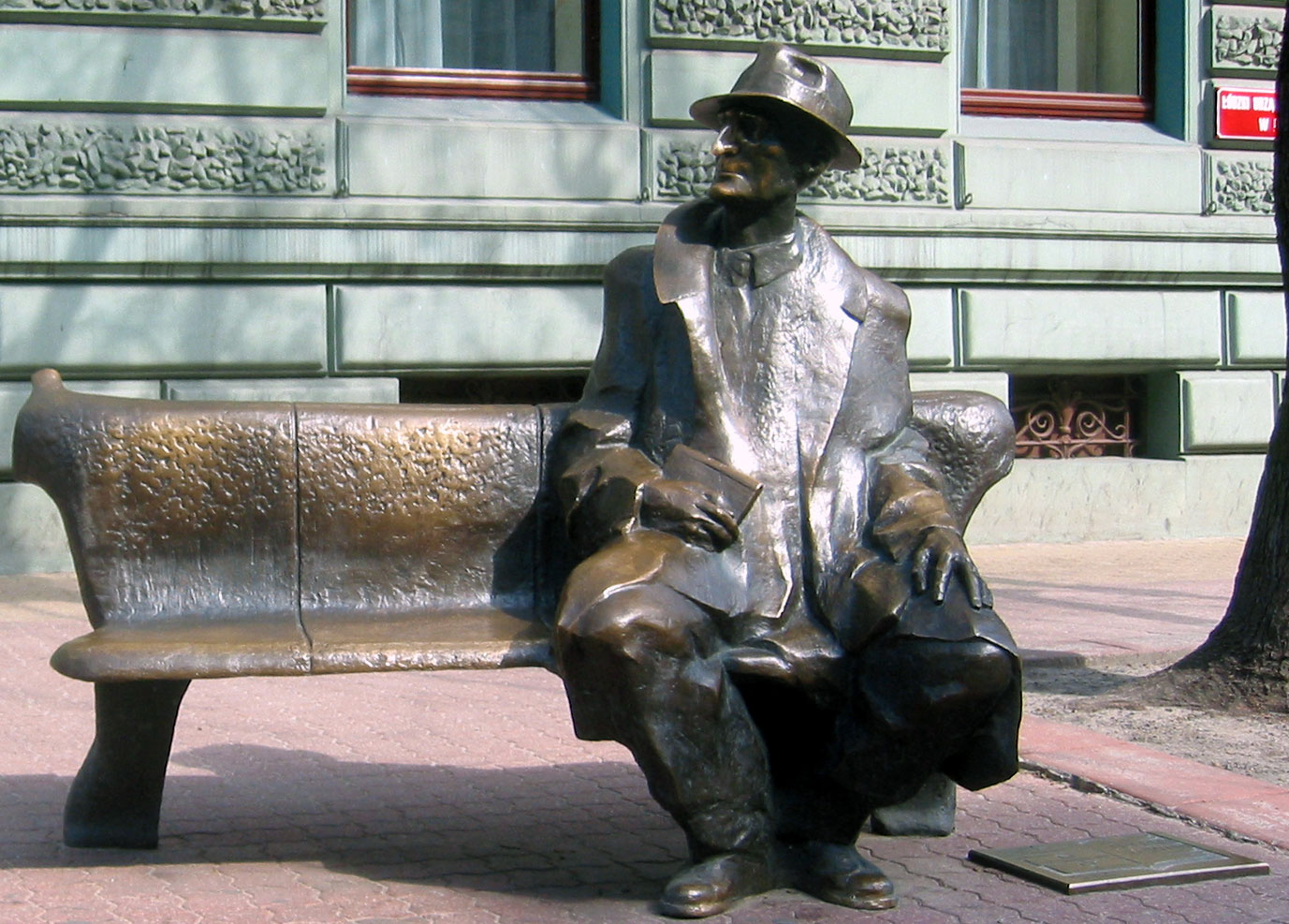
Socha zpodobňující Juliana Tuwima sedícího na lavičce (Lodž)